# Ribera del Duero borrégió

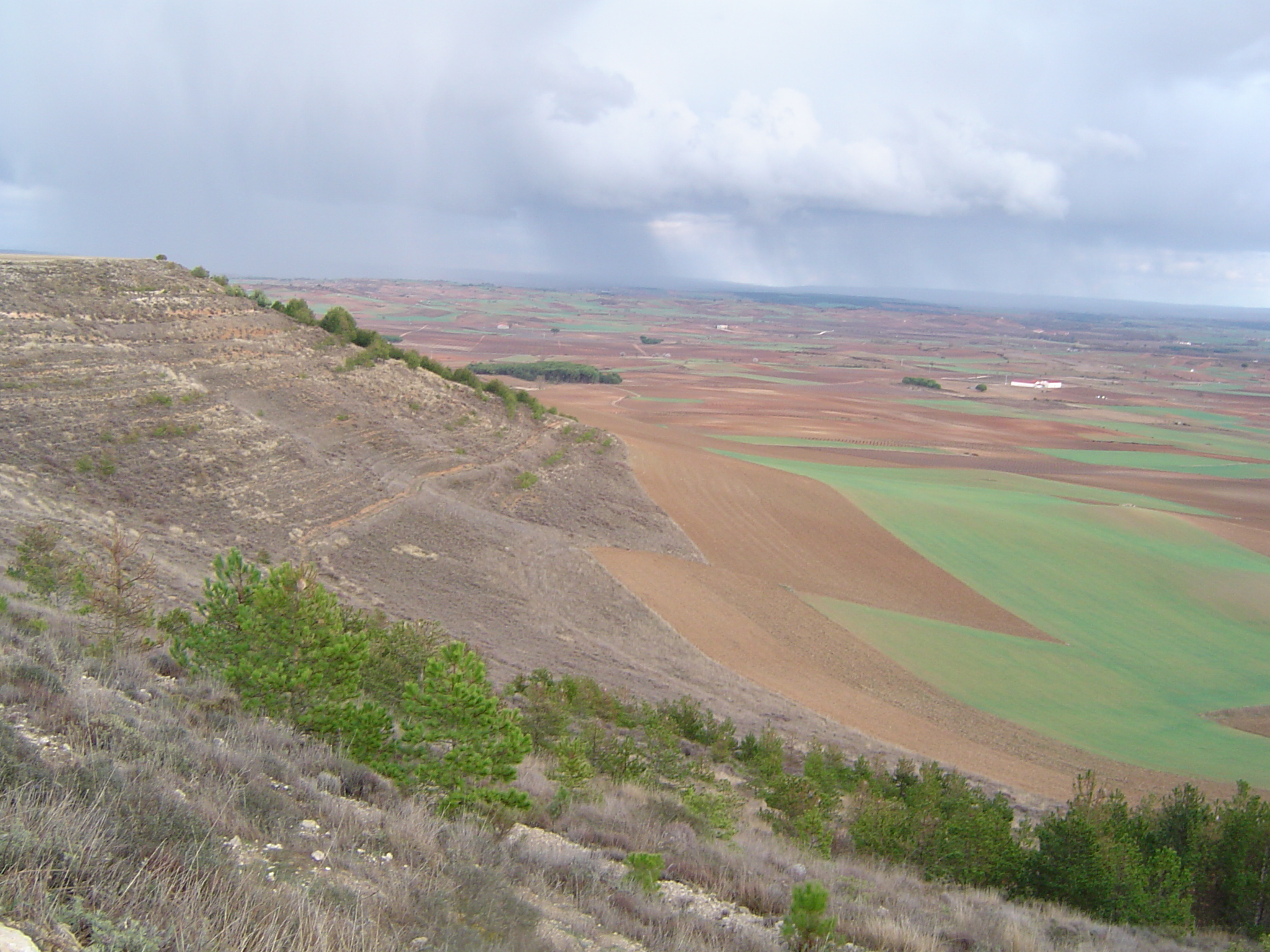

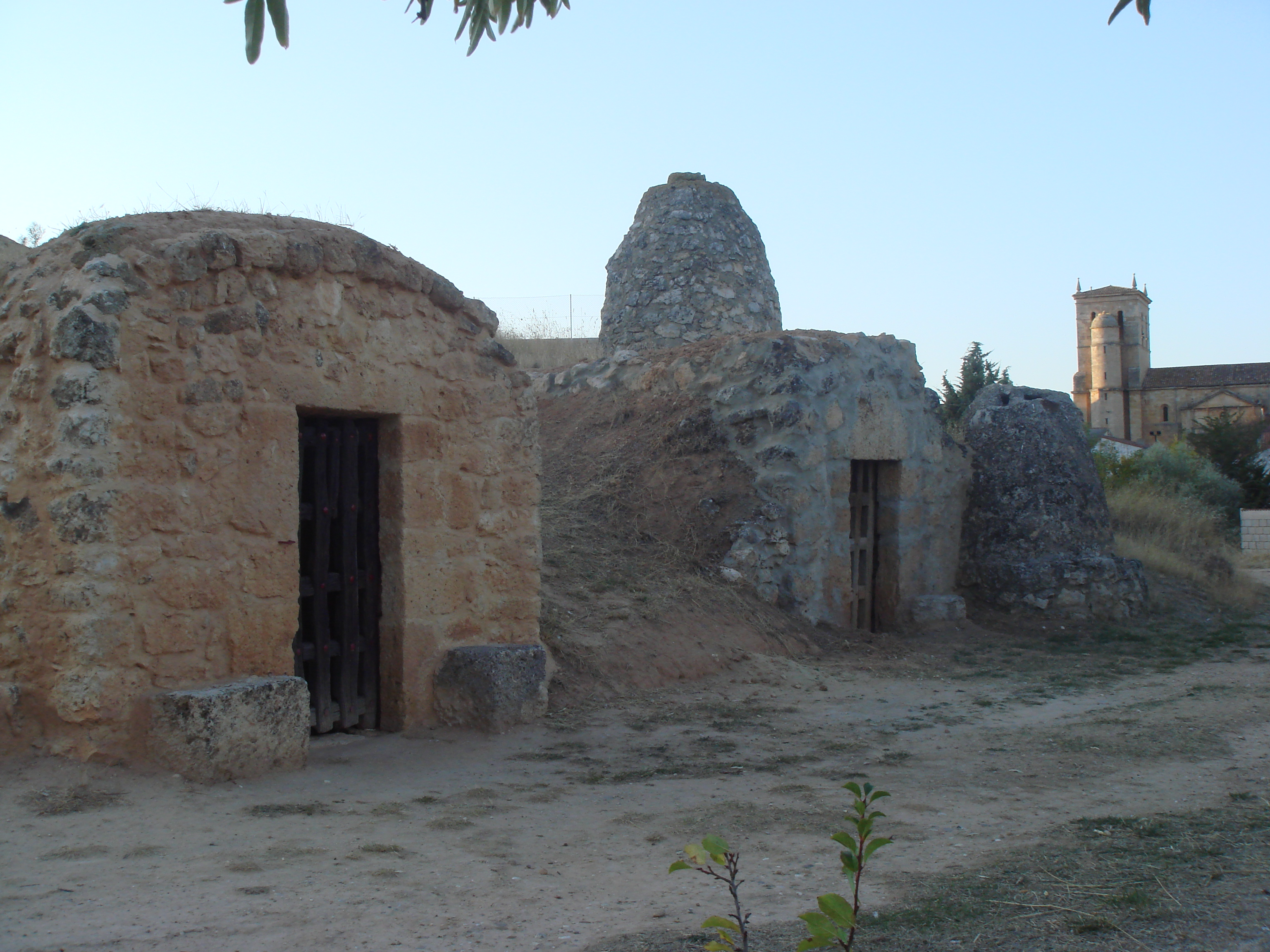
Bodegák San Martín de Rubialesben

A Ribera del Duero Spanyolország egyik történelmi borrégiója az ország keleti, Portugáliával határos részén, Duero folyó fölső vízgyűjtőjén. Nevét — miként egyik borvidéke is — a folyóról kapta. A régióban hagyományosan borszőlőt (zömmel vörösborszőlőt) termesztenek.

## Földrajzi helyzete, éghajlata
Elvi területe Kasztília és León tartományéval azonos; gyakorlatilag a Duero folyó fölső (spanyolországi) szakaszán és ottani jelentősebb mellékvizeinek völgyeiben terjed ki. A borvidékek 88 település határára terjednek ki:
- Valladolid tartományban 19,
- Segovia tartományban 5,
- Soria tartományban is 5 és
- Burgos tartományban 59 — Burgosban van a régió szőlőinek 85 %-a.

A Duero az Északi Mezeta fő folyója. A fennsík tönkfelszíne itt kb. 1000 m magas, többnyire mezozoós mészkövek borítják. Ebbe 700–800 m-ig, a paleozoós kristályos kőzetek felszínéig vágódnak be a völgyek. Ennek megfelelően a domborzat dombvidéki jellegű, bár az abszolút magasságok alapján ezek a dombok hegyeknek számítanak. A dombok kopárak; növényzet jóformán csak a völgyekben van.
A szőlőbirtokok nagy többsége a folyók teraszain van. Az ártereken többnyire vízigényes és ezért rendszerint öntözött zöldségféléket termesztenek, a legfelső teraszokon pedig többnyire gabonát — a szőlőt e kettő közé telepítik, bár egyes szőlők felkúsznak a domboldalakon is, „ahol a bor megfagy”. Ezeken az ültetvényeken általában kisebb hozamú, különleges fajtákat termesztenek. A szőlőtermesztésre használt teraszok talaja többnyire agyagos, a fölső teraszoké erősen meszes.
Éghajlata szélsőségesen kontinentális: nyáron közel 40 °C-ig melegszik, téli éjszakákon -10 °C alá hűl. A májusi fagyok időnként károkat okoznak. Az éves csapadék 400 mm (Sardon) és 560 mm (Aranda de Duero) között változó. A napsütéses órák száma elérheti az évi 2750-et.

## Története
A régió borászata a Római Birodalom idejéig tekint vissza; bizonyíték erre a Ribera del Duero borvidék borvidék szívében lévő Baños de Valdearados faluban talált Bacchus-mozaik.
A középkori szőlészetet a 12. században a Valbuena de Dueróban letelepedő ciszterciek, majd a burgundiai clunyi apátságból ideérkezett bencés szerzetesek terjesztették el. A bort a spanyol hagyományok szerint nem pincében, hanem bodegának nevezett építményekben érlelték.
1601 és 1606 között Valladolid, a  régió központja volt Spanyolország fővárosa. A kasztíliai bornak évszázadokon át biztos piaca volt, valószínűleg legalább részben ennek köszönhető, hogy a termelők a minőségi borokról mind inkább a tömegtermelésre tértek át. A másik valószínű ok, hogy a 18-19. század fordulójától a spanyol birodalom hanyatlása különösen a minőségi borok piacát szűkítette be.
A 19. században az egész régióban csak egyetlen gazdaság termelt elismerten minőségi bort: ez volt a Vega Sicilia, amit a Lecanda család alapított a Duero völgyében. A helyi fajták helyett nemzetközileg elismert vörösborszőlőket (cabernet sauvignon, merlot, malbec) telepítettek és korszerű módszerekkel világhíres borokat állítottak elő.
A filoxéra a 19. század végén gyakorlatilag letarolta a régió szőlőit. Az újratelepítéshez a Vega Siciliába Txomin Garramiola híres baszk borászt hívták meg, és boraik gyorsan visszaszerezték régi hírnevüket. A többi gazdaság az újratelepítés után is asztali folyóborokat állított elő, és ezeket szövetkezetben értékesítették.
A régió felvirágzása egy egyszerű mezőgazdasági gépszerelőnek köszönhető. Alejandro Fernández az 1960-as évek végén örökölt egy kisebb szőlőbirtokot Pesquera del Duero közelében. Első borát, a tempranillo szőlőből bogyózás nélkül erjesztett, mély színű, testes, aromás, erősen gyümölcsös és kissé füstös ízű Tinto Pesquera vörösbort koronazáras pezsgőspalackokban forgalmazta. A szokatlan ízvilágot erősen kritizálták a szövetkezet hangadói. Válaszul Alejandro 1972-ben hivatalosan is megalapította saját bodegáját, és évről évre új, mind kifinomultabb különlegességekkel állt elő. Egy 1992-es boráról a világ talán legelismertebb szakértője, Robert Parker is elismerően nyilatkozott. Fernández elsöprő sikerét látva mind több gazdaságban próbáltak meg minőségi bort termelni.
A borrégió és a borvidékek határait 1982-ben jelölték ki; a régióban 11 terület kapta meg a DO minősítést.

## Borvidékei
- Bierzo borvidék,
- Tierra de León borvidék,
- Valles de Benavente borvidék,
- Arlanza borvidék,
- Cigales borvidék,
- Ribera del Duero borvidék,
- Valtiendas borvidék,
- Rueda borvidék,
- Toro borvidék,
- Tierra del Vino de Zamora borvidék,
- Arribes borvidék.

## Fontosabb borszőlő fajtái
- tinta de toro,
- grenache (spanyol neve: garnacha),[1]
- mencía,
- prieto picudo,
- verdejo,
- malvázia,
- tempranillo
- cabernet sauvignon,
- malbec,
- merlot.

A legnagyobb mennyiségben termelt szőlő a tempranillo, amit itt Tinta Fina, illetve Tinta del País néven ismernek. A tempranillónak ez a változata sötétebb színű és gyümölcsösebb ízű, mint Spanyolország többi részén; nagyon jól strukturált borok készíthetők belőle. A merlot-t főleg Valbuena de Duero környékén ültetik; a tempranillóval házasítva 13º alkoholtartalmú, lassan oxidálódó, elegáns, tölgyfahordóban kiválóan érlelhető bort ad.